# Jákob-pálca

A Jákob-pálca elvi vázlata

A Jákob-pálca skálabeosztása

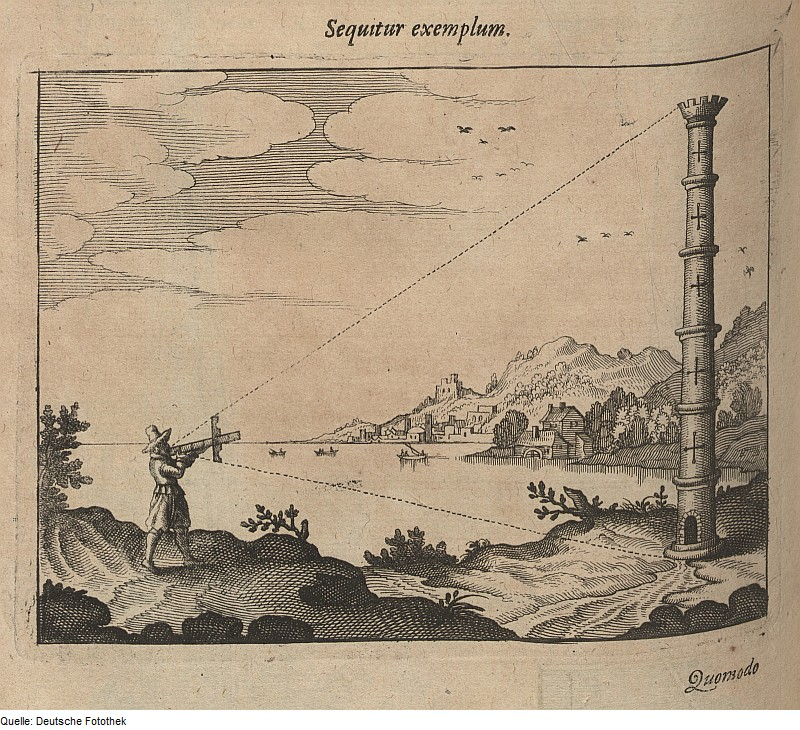
Torony magasságának mérése Jákob-pálcával

A Jákob-pálca (Jákob pálca, Jákob botja) földrajzi szélesség analóg meghatározását, tereptárgyak magasságának megmérését lehetővé tevő mechanikus eszköz.

## Története
Az eszköz első leírása rabbi Levi ben Gerson (vagy Levi ben Gershon, 1288-1344) csillagásztól származik (1421). Egy hasonló eszközt a Nap és a Hold szögátmérőjének megmérésére már Hipparkhosz is használt, de a megfigyelő eszköz alakját Johannes Regiomontanus adta meg 1472-ben.
A navigációban a tengeren roppant nehézkesen használható asztrolábiumot váltotta fel.

## Felépítése, használata
Alapvetően két részből áll:
- egy speciális tangens szögbeosztású, hosszú vízszintes rúdból,
- és egy azon elmozdítható, arra merőleges rövidebb rúdból.

A hosszú vízszintes rudat a szemhez tartva a rövidebb pálcát addig kellett előre tolni, míg annak felső éle a Nap (vagy más, megfigyelni kívánt égitest) korongjának alsó élével pontosan egy magasságba, alsó éle pedig a horizonttal egy magasságba nem került. A földrajzi szélességet a rövidebb pálca helyzetéből olvashatták le a hosszú rúdon.
Használata nagyon egyszerű volt, és a hosszú rúd a horizont beállítását is megkönnyítette, de a megfigyelőnek továbbra is mindkét szemével előre kellett néznie. Az emiatt adódó megfigyelési problémát ezután az úgynevezett asztronómiai gyűrűvel próbálták kiküszöbölni.

## A holdpálya excentricitásának meghatározása
Néhány hónap adataiból meghatározható a holdpálya excentricitása: egy kb. 60 centiméter hosszú, milliméteres beosztású rúdon egy célzó eszköz, egy fából készült csúszka csúsztatható el, amelybe egymástól mintegy 8–10 mm-re két szög van beverve. 

A rúd végét a szemhez kell illeszteni, a csúszkát pedig addig kell a rúdon eltolni, amíg a Hold átmérőjének képe kitölti a két szög közötti rést. A szem és a csúszka közötti távolságot és az időpontot minden alkalommal fel kell jegyezni.

## Alkalmazás a földmérésben
A Jákob-pálcához hasonló kézi eszközöket a földmérők is használtak.